# Associação Atlética Beira Rio
Associação Atlética Beira Rio é uma agremiação esportiva de Barra Mansa.

## História
O clube foi campeão do Campeonato Citadino de Barra Mansa em 1996 e 2002.

## Estatísticas

### Participações
|  | Participações em 2020 |

| Competição              | Temporadas | Melhor campanha       | Estreia | Última | P | R |
| Citadino de Barra Mansa | ?          | Campeão (1996 e 2002) | 1996    | 2002   | – | – |